# Boca virgem

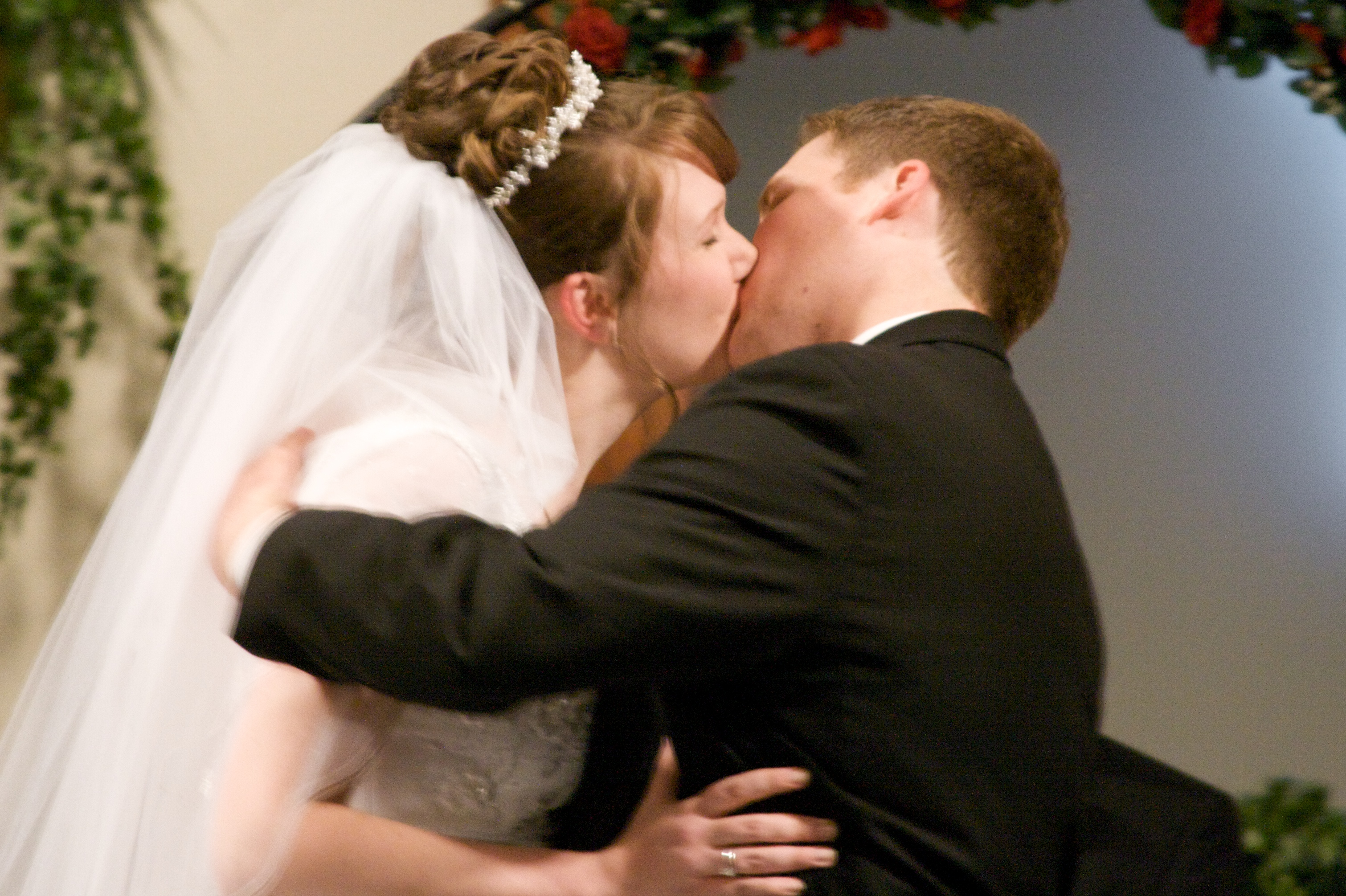
Casal que guardou o primeiro beijo para o casamento

Boca virgem (mais conhecido pelo seu acrônimo BV) é uma gíria brasileira designado à pessoas que nunca beijaram na boca. Inventado pelos jovens, seu uso define àqueles que tentam lidar com esta fase da vida antes do primeiro beijo, ou seja, com a timidez, insegurança, além da influência de terceiros, o que pode resultar, inclusive, com o arrependimento. A banalização sobre o beijo, o medo e a pressão dos amigos é o principal desafio a ser encarado pelos BVs; entretanto, segundo os psicólogos, não é pecado mentir para as pessoas e dizer que já beijou, assim como, não há regra na sociedade que determina a idade mínima para beijar na boca pela primeira vez.
A gíria também é utilizada pela teledramaturgia brasileira para abordar a história de um personagem. Na telenovela Caras & Bocas, por exemplo, Felipe e Bianca são um casal boca virgem, embora a garota só revela a ele que nunca beijou ninguém no último capítulo da trama. A imprensa nacional, por sua vez, enfatiza numa determinada situação, como foi no caso do jornal carioca Extra, que destacou a conquista inédita do futebol espanhol na Copa do Mundo FIFA de 2010 como "Espanha não é mais BV", cuja referência ao capitão Iker Casillas, o primeiro jogador do país a beijar a taça.

## Origem
Embora não se saiba, de fato, a sua origem, o primeiro registro nos meios de comunicação foi em 26 de julho de 1998 pelo jornal O Globo, na qual um grupo de jovens entre doze a dezesseis anos foram estimulados a falarem sobre as gírias que estavam na moda naquela época.  O auge, no entanto, só viria em 2001, quando o periódico Folha de S.Paulo classificou o acrônimo BV como uma "nova expressão" para os desafios da sociedade.
Inventado pelos jovens, uma pessoa BV — também chamado de boca virgem — é aquele que nunca beijou na boca, ou seja, nem sequer um selinho (toque nos lábios) é capaz de se esquivar da gíria. Porém, no decorrer dos anos, com a chegada do acrônimo BVL (boca virgem de língua), o selinho tornou-se um critério para, ao menos, deixar de ser BV. Em 2007, a escritora Thalita Rebouças registrou BVBL (boca virgem de beijo longo), por meio de uma pesquisa na extinta rede social Orkut.

## Análise comportamental

### Posição dos boca virgens
"Acho que sou a recordista entre as BVs. Não saía muito de casa, minha mãe me prendeu demais e, ainda por cima, passei cinco anos estudando magistério só com mulheres."

— Andrea Lubrano de Castro, em entrevista para Folha de S.Paulo, fala sobre ter deixado de ser boca virgem aos 22 anos de idade.
De acordo com o relato de alguns boca virgens, nunca ter beijado é um tabu a ser quebrado. Muitos não admitem ser BV e, aqueles que revelam a verdade, são surpreendidos pela reação dos amigos, ou seja, por não acreditar que ainda existam pessoas que nunca beijaram.  A timidez e a insegurança é outro problema a ser enfrentado pelos BVs, uma vez que, têm receio de beijar errado e levar um fora do indivíduo. A pressão de terceiros e a dúvida do arrependimento também afetam a vida destes jovens, pois nem sempre todos querem deixar de ser BV com qualquer pessoa.
Além disso, boa parte dos boca virgens alegam que a banalização da sociedade em relação ao assunto impede que aconteça o primeiro beijo, pois, segundo eles, os jovens só pensam em "(...) chegar e ir ficando." Muitos deles, no entanto, sentem vontade de beijar, embora tal situação não acontece por timidez ou insegurança.
Em contrapartida, há também os boca virgens que não se preocupam com isso, pois, além de ter suas próprias opiniões e escolhas, não se importam com o ponto de vista alheio. Para eles é necessário que o beijo aconteça com a pessoa certa, isto é, para que este momento seja lembrado de maneira positiva e sem nenhum arrependimento.

### Posição da psicologia
"O jovem precisa se centrar em sua história particular e não se esquecer de quem ele é. Não existe nenhuma regra em nossa sociedade que estabelece a idade mínima do primeiro beijo."

— Ailton Amélio da Silva, psicólogo, para o jornal Folha de S.Paulo.
Segundo a psicóloga Leila Salomão, os jovens que são boca virgens sentem uma mistura de desejo e angústia. Além disso, ela destaca aqueles que preferem viver essa experiência de maneira precoce. Para Leila, a adolescência começa aos doze anos; contudo, pessoas com idade inferior a esta querem beijar e pular etapas. Em relação ao posicionamento de Lídia Aratangy, o medo é o principal enredo que deve ser encarado pelos BVs, ou seja, muitos jovens passam por esta fase, mesmo com um frio na barriga.
Para o psicólogo Ailton Amélio da Silva, a angústia e a pressão que sofre dos amigos também afeta a mente interna de um boca virgem, alegando que, por conta desta gíria, o jovem, muitas vezes, esquece a sua própria identidade. Já a Lídia, por sua vez, sugere que em situações como essa, "não é pecado mentir para as pessoas e dizer que já beijou, pois cabe ao próprio boca virgem respeitar o seu tempo sem aporrinhação". E conclui afirmando que "quem tem pressa é que deve ir devagar."
De acordo com a especialista Rosane Schiller — que também afirma que não existe uma idade certa para deixar de ser boca virgem — recomenda que os pais tenham cuidado ao orientar seus filhos em relação a este assunto, isto é, "(...) eles devem estar abertos ao diálogo e explicar aos filhos que cada pessoa tem seu próprio tempo, e que isso deve ser respeitado." Para a psicóloga, a prática deste momento, de forma precoce, ocasiona na banalização do ato de beijar, e exemplifica: "(...) àqueles pais que costumam se despedir dos filhos com um selinho na boca. Isto não é bom."

## Cultura popular

### Na arte visual

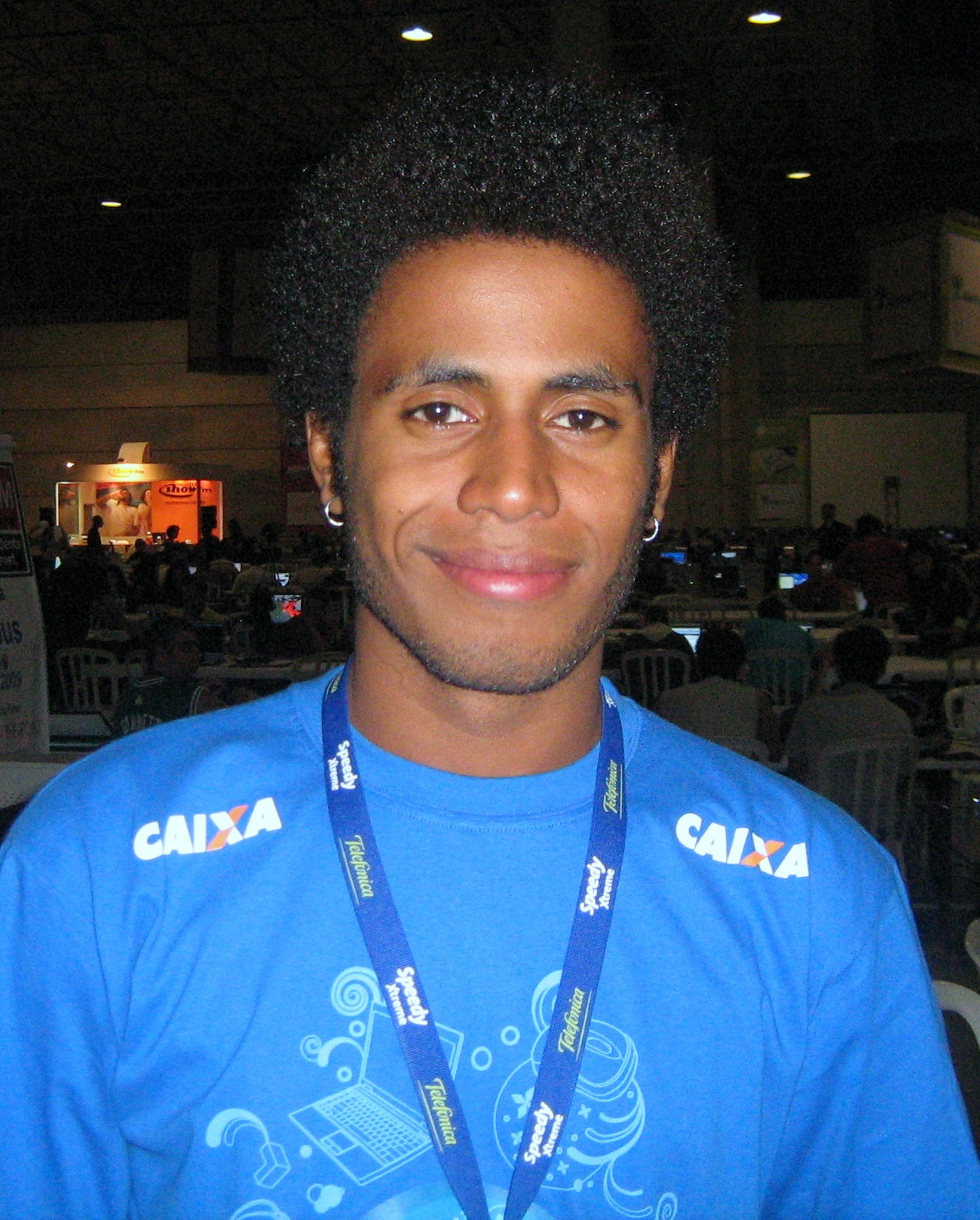
Ícaro Silva interpretou Rafa, o boca virgem que viveu cinco temporadas de Malhação

O personagem Rafa (Ícaro Silva), que entre 2003 a 2007 esteve em cinco temporadas consecutivas de Malhação, é um dos principais boca virgens da teledramaturgia brasileira. Embora nunca tenha beijado na boca durante este período, ele sempre procurou uma forma de chamar a atenção das mulheres, seja como fotógrafo, pagodeiro, surfista, etc.
No entanto, Rafa só deixou de ser BV no último capítulo da décima quarta temporada, exibido em 12 de outubro de 2007, com a Deusicleide.
Outros personagens também vivenciaram essa mesma situação, por exemplo, o casal Kitty (Fany Georguleas) e Marcão (José Loreto), da décima segunda temporada, nunca beijaram na boca e, no decorrer dos capítulos, ambos descobriram juntos a sensação do primeiro beijo. Já a Micaela (Laís Pinho), da Malhação Casa Cheia, por sua vez, surpreendeu seus próprios amigos ao revelar que continua BV. Além disso, na época, sobrou até para o elenco daquela temporada apresentar algumas dicas para Micaela deixar de ser boca virgem.
Na telenovela Caras & Bocas, Felipe (Miguel Rômulo) é um garoto boca virgem e amigo de Bianca (Isabelle Drummond); contudo, é apaixonado por ela. Ao se declarar para a amada, Bianca o rejeita pelo fato dele nunca ter beijado ninguém, alegando ser um inexperiente. Em contrapartida, no último capítulo, exibido em 8 de janeiro de 2010, Bianca finalmente revela a Felipe que também é BV, nega ser experiente e, por fim, disse que sempre quis ter o primeiro beijo com ele.
No cinema, a atriz Clara Tiezzi — que interpretou Karina em Confissões de Adolescente — não só passou pela experiência de deixar de ser boca virgem na ficção, como também vivenciou este momento, de forma inédita, aos treze anos, com João Fernandes: "Não foi só meu primeiro beijo em cena, foi meu primeiro beijo na boca na vida! É sério!", afirmou Clara. Já no filme Eu Fico Loko, o ator Filipe Bragança protagonizou uma história que conta a vida de Christian Figueiredo na adolescência, ou seja, numa época em que Christian era BV e tímido; por esta razão, nunca ter beijado uma garota na boca era seu maior tormento.

### Nos veículos de imprensa

Capa do jornal Extra enfatiza a gíria: "Espanha não é mais BV".

Em novembro de 2008, foi lançado a quarta edição da série Turma da Mônica Jovem, do cartunista Mauricio de Sousa. A revista, estampado na capa com o primeiro beijo dos personagens Mônica e Cebola, recebeu destaque no periódico O Estado de S. Paulo como "Mônica não é mais BV!". Três anos mais tarde, o portal G1 entrevistou a mato-grossense Nympha Escolástica da Silva para falar sobre seu centésimo aniversário sem nunca ter sido beijada. Nympha, na época, foi pedida em casamento através de um carta; porém, em relação ao beijo, ela afirmou: "Deus me livre. Completo cem anos com minha 'boca virgem'. (...) Nunca beijei meu marido e nem namorado".
No esporte, o título inédito da Espanha na Copa do Mundo FIFA de 2010 foi destaque na capa do jornal carioca Extra daquele ano. A gíria, em seu acrônimo, foi enfatizada na matéria como "Espanha não é mais BV", fazendo referência ao capitão Iker Casillas, o primeiro jogador espanhol a beijar a taça. Em setembro de 2012, durante uma apresentação nos Estados Unidos, a cantora Carrie Underwood realizou o sonho de um menino de doze anos que, num cartaz, pediu a ela que desse o primeiro beijo da vida dele. O periódico O Dia definiu o garoto como BV, alegando que nunca tinha beijado uma garota na boca; enquanto a Folha de S.Paulo, ressaltou como "boca virgem".
Durante uma audição no programa musical American Idol, exibido em 11 de março de 2018, o candidato Benjamin Blaze foi surpreendido com um selinho roubado da Katy Perry — após a jurada pedir que ele a beijasse no rosto e, em seguida, mais outro beijo. O rapaz, de dezenove anos, ao ser questionado sobre o assunto, afirmou que nunca havia beijado uma garota na boca, deixando Katy chocada. O portal Quem destacou como "perde BV"; enquanto Cenapop classificou como "rouba selinho e tira o BV".